# Poti (stad)
Poti (Georgisch: ფოთი) is een Georgische havenstad aan de Zwarte Zee met 41.170 inwoners (2024), gelegen in de regio (mchare) Samegrelo-Zemo Svaneti. De haven van Poti is de grootste van de drie Georgische zeehavens. Direct ten noorden van de stad mondt de Rioni uit in de Zwarte Zee, de belangrijkste rivier van West-Georgië. Rond de stad ligt het nationaal park Kolcheti. Poti is de zesde grootste stad van Georgië en is een van de vijf steden met gemeentelijk zelfbestuur.

## Geschiedenis

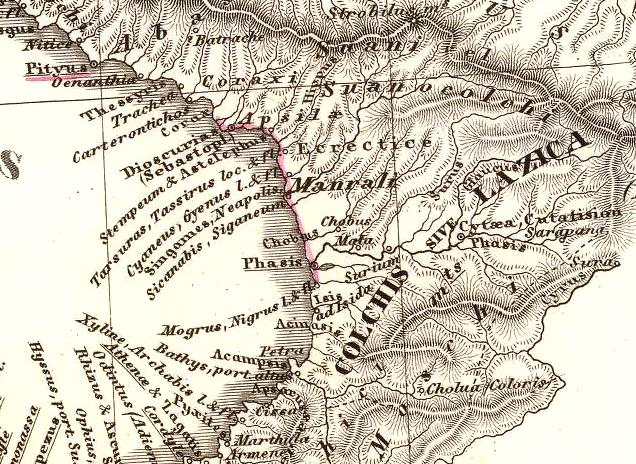
Phasis in Colchis en Lazica

De gedocumenteerde geschiedenis van Poti en zijn omgeving gaat meer dan 26 eeuwen terug in de tijd. In de klassieke oudheid en de vroege middeleeuwen lag in het gebied de Griekse polis (stad) Phasis, die aan het einde van de 7e, en waarschijnlijk aan het begin van de 6e eeuw voor Christus, werd gesticht door de kolonisten uit Milete onder leiding van ene Themistagoras. De beroemde Griekse semi-mythologische reis van Jason en de Argonauten die met de Colchische Medea op zoek waren naar het Gulden Vlies zou in deze haven Georgië zijn binnengekomen en de rivier Rioni op zijn gereisd naar wat nu Koetaisi is. Phasis lijkt gedurende de klassieke periode een belangrijk handels- en cultuurcentrum in Colchis hebben gehad. De handelsroute langs de rivier de Phasis (de hedendaagse Rioni) was een belangrijk onderdeel van de veronderstelde handelsroute van India naar de Zwarte Zee, getuigd door Strabo en Plinius.
Tussen de 6e en 2e eeuw voor Christus speelde de stad een actieve rol in deze contacten. Tijdens de Derde Mithridatische Oorlog (73 - 63 v.Chr.) kwam Phasis onder Romeinse controle. Toen het christendom in het gebied werd geïntroduceerd werd Phasis de zetel van een Grieks bisdom. Tijdens de Lazische Oorlog tussen het Oost-Romeinse en Sassanidische Iraanse rijk (542-562) werd Phasis tevergeefs aangevallen door Iraanse soldaten. Vanaf de 8e eeuw is de naam Poti in Georgische geschreven bronnen gevonden. Het bleef een plaats van maritieme handel binnen het Koninkrijk Georgië en stond bij middeleeuwse Europese reizigers bekend als Fasso. In de 14e eeuw richtten de Genuezen er een handelsfabriek op, wat van korte duur bleek te zijn.

### Onder Ottomaans gezag
Na de verovering van Poti in het einde van de 16e eeuw door het Ottomaanse Rijk werd de stad, die de Turken als Faş kenden, versterkt en werd het een van hun Kaukasische buitenposten. Het kreeg in 1578 stadsrechten. Een gecombineerd leger van de westelijke Georgische prinsen heroverde Poti in 1640, maar de stad kwam in 1723 opnieuw onder Ottomaanse heerschappij. Een tweede vergeefse poging om de Ottomanen uit Poti te krijgen werd in 1770 en 1771 gedaan door Russisch-Georgische troepen.
Toen Rusland in het begin van de 19e eeuw de meest belangrijke Georgische landen onder controle had, probeerde het opnieuw het Turkse garnizoen uit Poti te verdrijven. Het slaagde daarin in 1809 met de hulp van Georgische hulptroepen onder het bevel van Nino, prinses van Mingrelië, maar de Russen en Georgiërs werden met het Verdrag van Boekarest (1812) gedwongen het fort terug te geven aan de Ottomanen.

### Groei onder Russisch gezag

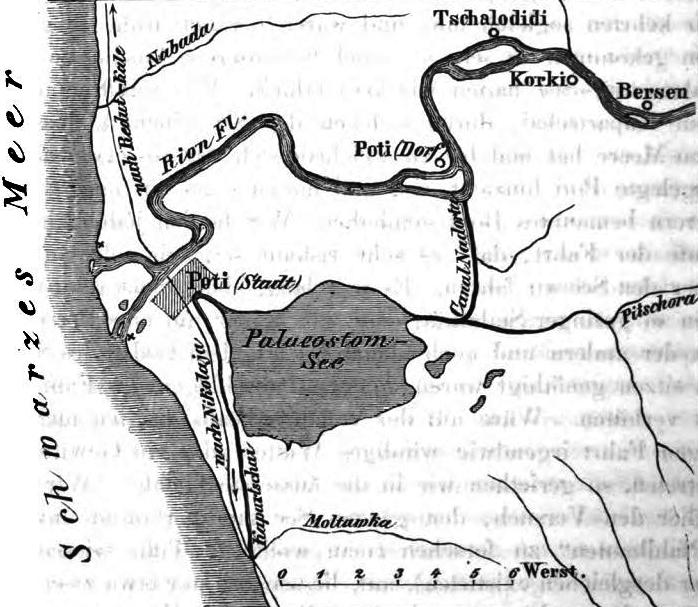
Poti op Duitse kaart uit 1866

De Russisch-Turkse oorlog resulteerde in 1828 in een Russische verovering van Poti. De stad werd vervolgens bestuurlijk ondergeschikt gemaakt aan het gouvernement Koetais en kreeg in 1858 de status van (haven)stad. De zeehaven werd tussen 1863 en 1905 herbouwd. In 1872 werd Poti het eindpunt van de Tiflis - Poti Kaukasische spoorlijn, de eerste spoorlijn in Transkaukasië. Poti groeide tijdens het burgemeesterschap van Niko Nikoladze tussen 1894 en 1912 in omvang en belang.
Nikoladze wordt beschouwd als de grondlegger van het moderne Poti en leidde een reeks moderniserings- en bouwprojecten, waaronder de bouw van een theater, een grote kathedraal, twee gymnasia, een elektriciteitscentrale, een olieraffinaderij, etcetera. Tegen 1900 was Poti een van de belangrijkste havens aan de Zwarte Zee geworden en werden hiervandaan grote hoeveelheden Georgisch mangaan en steenkool geëxporteerd. Tijdens de Eerste Russische Revolutie werd Poti in december 1905 het toneel van arbeidersstakingen en barricades. Aan het begin van de Eerste Wereldoorlog, op 7 november 1914, verscheen de Ottomaanse SMS Breslau voor de haven van Poti en onderwierp de spoorwegemplacementen in de haven aan een bombardement dat drie kwartier duurde, zonder enig resultaat.
Tijdens de korte periode van Georgische onafhankelijkheid in 1918-1921 was Poti de belangrijkste ontsluiting van Georgië naar Europa en diende het ook als toegangspoort voor opeenvolgende Duitse en Britse expeditietroepen. Op 28 mei 1918, twee dagen na de Georgische onafhankelijkheidsverklaring, werd in Poti een Duits-Georgisch alliantieverdrag ondertekend waarin Duitsland bescherming en erkenning bood. Op 14 maart 1921 werd Poti bezet door de binnenvallende Rode Legers van Sovjet-Rusland die een Sovjetregering in Georgië installeerden. Tijdens het Sovjettijdperk behield Poti zijn belangrijkste functie van zeehaven en werd de stad verder geïndustrialiseerd en gemilitariseerd.

### In het onafhankelijke Georgië

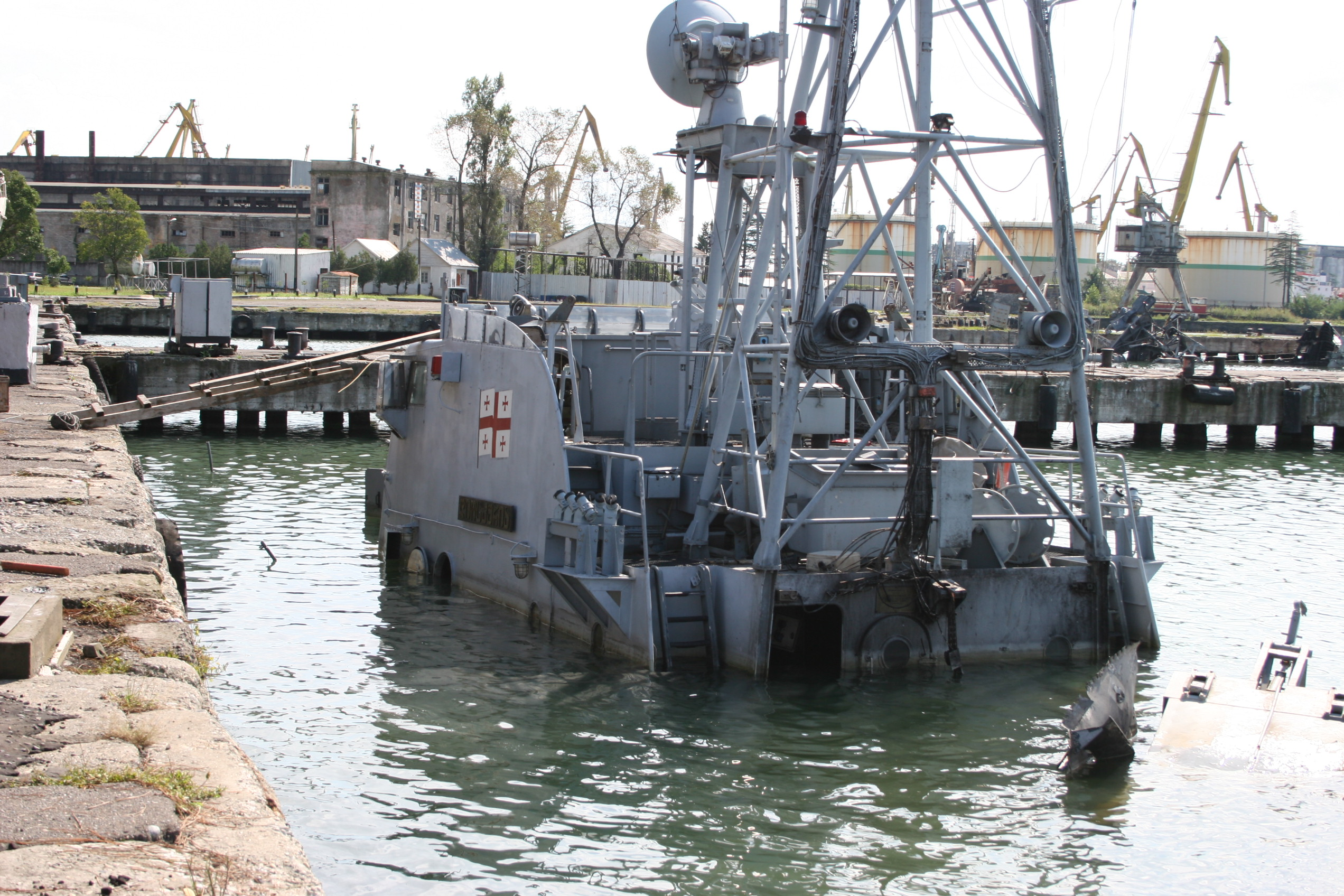
Oorlogsschade in 2008

De haven van Poti werd tijdens de Russisch-Georgische Oorlog in 2008 aangevallen door Russische gevechtsvliegtuigen. Hierbij werd grote schade toegebracht. Hoewel op 12 augustus een staakt-het-vuren werd afgekondigd, bleven de Russische troepen de omgeving van de stad bezetten, en werd infrastructuur vernietigd, Amerikaanse Humvees buitgemaakt en Georgische soldaten gevangen gezet, totdat ze de volgende maand werden teruggetrokken.

## Demografie
Begin 2024 had Poti 41.170 inwoners, een geringe groei sinds de volkstelling van 2014. De stad heeft sinds de jaren 50 van de 20e eeuw een betrekkelijk stabiele bevolkingsomvang gekend tussen de 40- en 50 duizend, maar heeft net als veel delen van Georgië een sterke krimp gezien na de herwonnen onafhankelijkheid in 1991 en de crisisjaren die daarop volgden. Poti is met deze omvang de zesde stad van Georgië.
| Inwoners                                                                | 4.709 | 7.346 | 11.358 | 13.137 | 25.464 | 42.068 | 45.979 | 48.508 | 50.922 | 47.149 | 41.465 | 41.498 | 41.170 |
| Verantwoording data: Bevolkingsstatistiek Georgië 1886 tot heden. Noot: |       |       |        |        |        |        |        |        |        |        |        |        |        |

### Etniciteit en religie
De bevolking van Poti was volgens de volkstelling van 2014 praktisch mono-etnisch Georgisch (97,5%), waarbij 600 Russen (1,4%) veruit de grootste etnische minderheid waren. Verder werden er ruim 100 Oekraïners en enkele tientallen Armeniërs, Azerbeidzjanen, Pontische Grieken, Osseten, Bosja, Joden en Abchaziërs geteld. Volgens dezelfde volkstelling was de bevolking voornamelijk Georgisch-Orthodox (98,5%) en waren er ruim 200 jehova's getuigen (0,5%) en minder dan 100 moslims.

## Bestuur

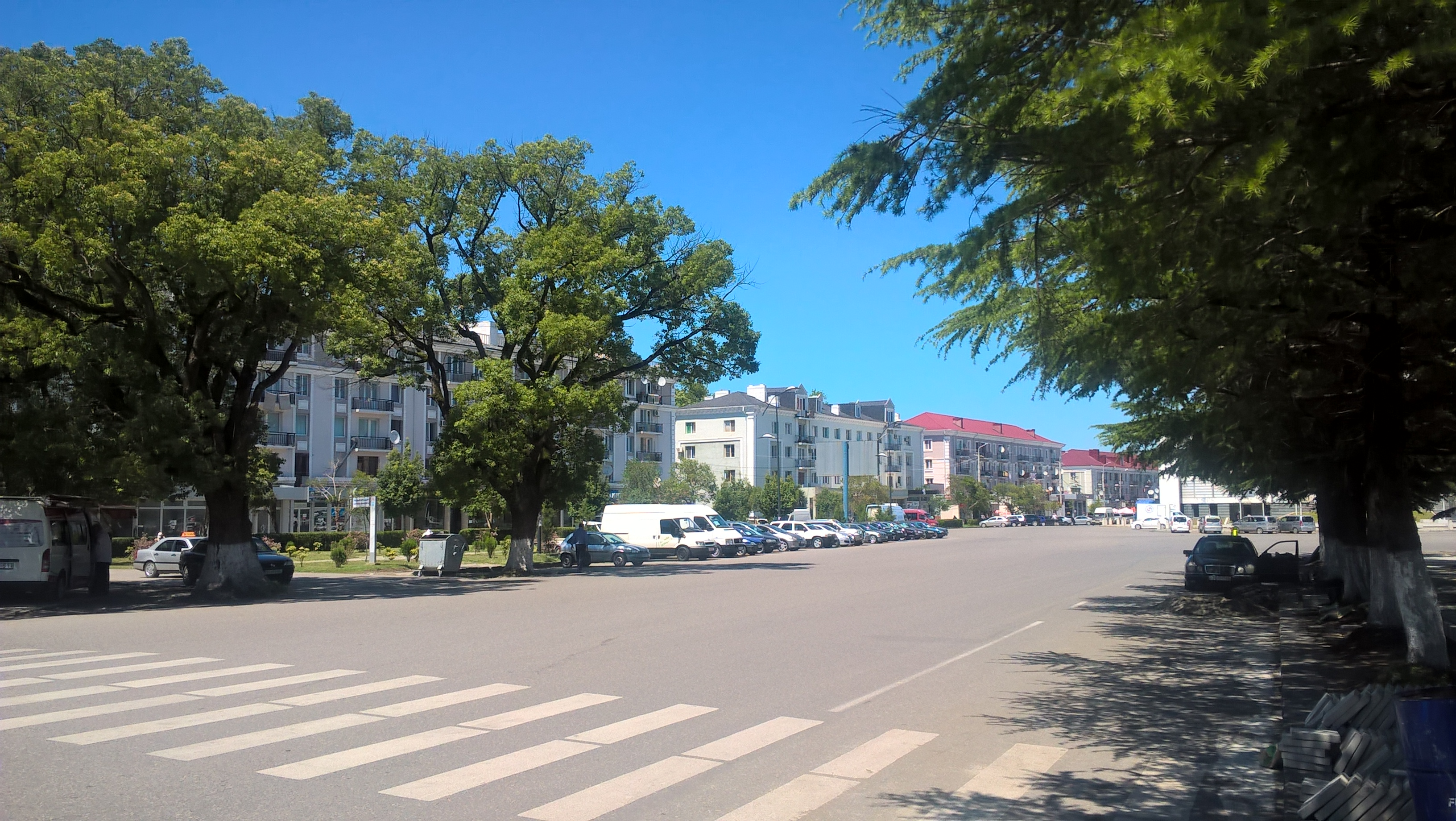
Straatbeeld in Poti

De gemeenteraad van Poti (Georgisch: საკრებულო, sakreboelo) wordt elke vier jaar gekozen in een gemengd kiesstelsel. Een deel van de raad wordt via enkelvoudige kiesdistricten gekozen en een deel via evenredige vertegenwoordiging van gesloten partijlijsten, waarvoor een kiesdrempel geldt van drie procent.
|        | Georgische Droom (GD)              | 8  | 18 | 20 |
|        | Verenigde Nationale Beweging (UNM) | 2  | 2  | 11 |
|        | Voor Georgië                       |    |    | 4  |
|        | Overige partijen                   | 5  | 4  |    |
| Totaal | Totaal                             | 15 | 25 | 35 |

## Economie

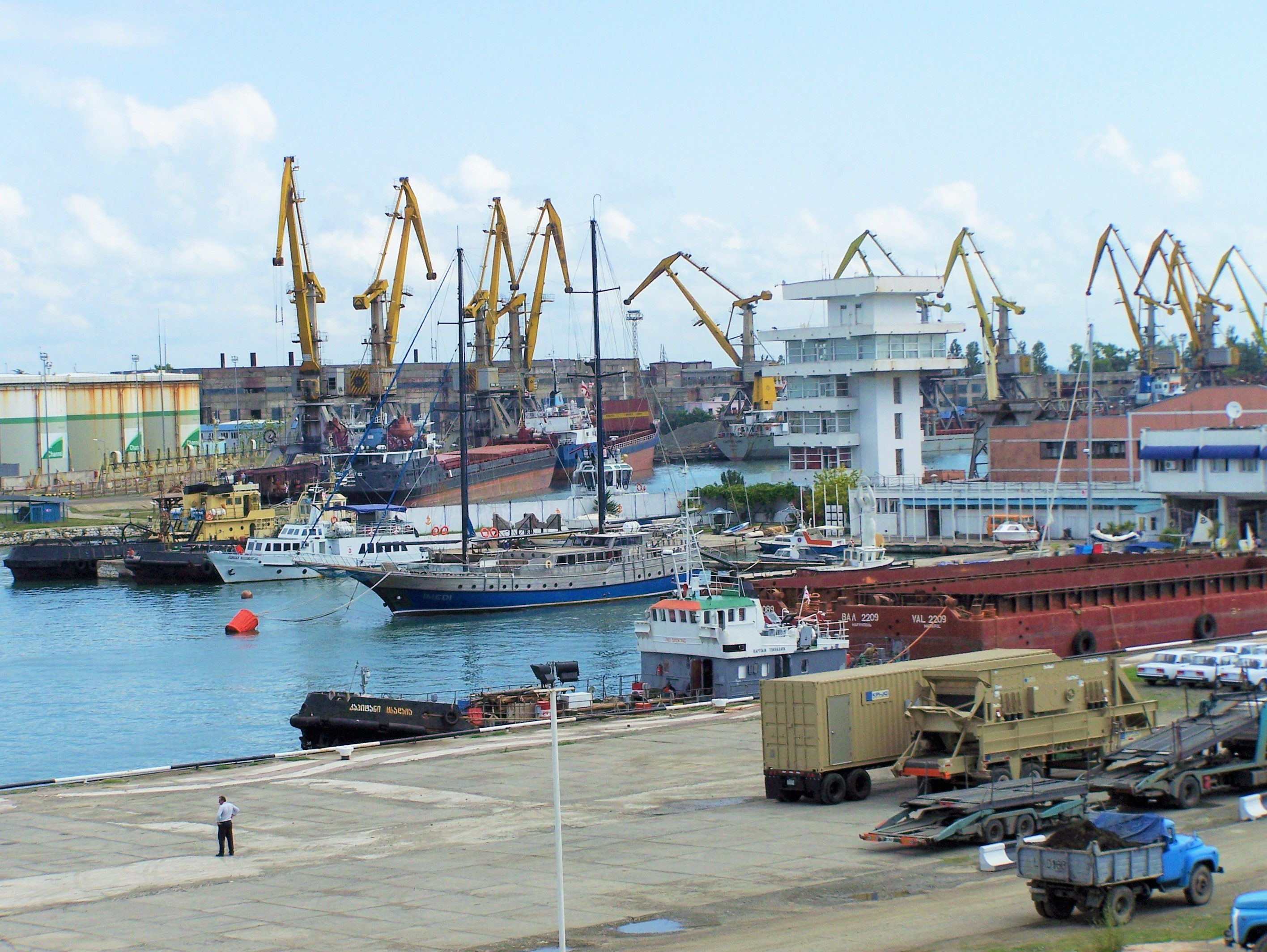
Haven van Poti

Poti is een van de belangrijkste centra van de Georgische economie. De haven van Poti, "Poti Port", is een van de grootste havens in het Zwarte Zeebekken en nam in 2019 met 485.410 TEU ruim 80% van de Georgische containeroverslag op zich.
De haven bevindt zich aan de zogeheten TRACECA-corridor (Transport Corridor Europa-Kaukasus-Azië) en heeft een belangrijke functie in de Europa-Azië corridor. De haven van Poti is met veerboot lijndiensten verbonden met de Zwarte Zee havens van onder meer Tsjornomorsk (Oekraïne) en Varna (Bulgarije). De Poti Free Industrial Zone is sinds 2008 actief. Sinds 2011 is de haven in bezit van het in Nederland gevestigde APM Terminals, een onderdeel van het Deense A.P. Moller-Maersk.
Sinds 2019 zijn verschillende uitbreidingen van de haven gepland en in uitvoering, waar ook Nederlandse bedrijven bij betrokken zijn. Nadat de Georgische regering in een politiek schimmig spel feitelijk de aanleg van een nieuwe diepzeehaven in Anaklia heeft geannuleerd, is er aan de uitbreidingen van Poti een nieuwe boost gegeven.

## Vervoer

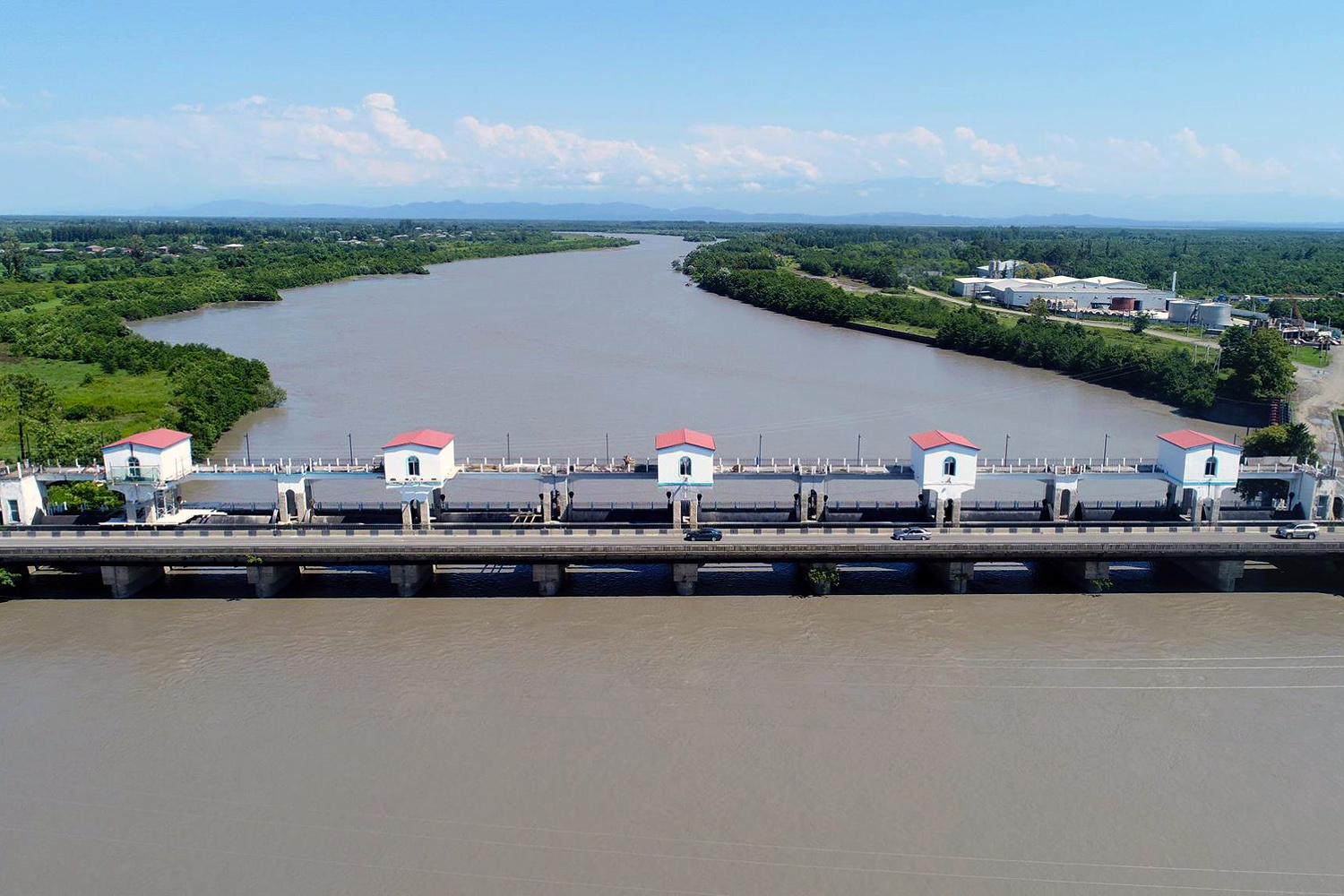
S2/E60 kruist Rioni via waterkrachtdam

Door Poti komt een van de belangrijke nationale hoofdwegen, de S2 / E97 (Senaki - Poti - Batoemi - Turkse grens). Dit is zowel het westelijke eindpunt van het Georgische deel van de E60, en het noordelijke eindpunt van het Georgische deel van de E70. Een nieuwe brug in de S2 over de Rioni bij Poti, is vanaf 2022 in aanbouw door het Poolse MIRBUD. De oude brug, een waterkrachtdam uit 1959, kan het verkeer niet meer aan. De nieuwe brug wordt 436 meter lang met een tweebaansweg plus vluchtstroken. Het project wordt voor $24,4 miljoen gefinancierd via de Asian Development Bank vanuit de staande allocatie voor het Batoemi Bypass project.
Verder is Poti het eindpunt van de oudste spoorlijn van Georgië naar Tbilisi, die in 1872 opende. Tot 2005 had Poti, net als veel andere steden in Georgië, een trolleybus netwerk.

## Stedenbanden
Poti onderhoudt stedenbanden met:
- Berdjansk, Oekraïne
- Boergas, Bulgarije (sinds 1998)
- Kaliningrad, Rusland (sinds 2005)
- Kirjat Jam, Israël (sinds 2015)
- LaGrange, Georgia, VS (sinds 1987)
- Larnaca, Cyprus (sinds 1988)
- Loehansk, Oekraïne (sinds 2005)
- Maardu, Estland (sinds 2018)
- Navplio, Griekenland (sinds 2000)
- Östhammar (stad), Zweden (sinds 2007)
- Partizanski District, Minsk, Wit-Rusland (sinds 2020)
- Sebastopol, Oekraïne (sinds 2008)
- Shanwei, Volksrepubliek China (sinds 2001)
- Tsjornomorsk, Oekraïne (sinds 2003)
- Suwałki, Polen (sinds 2017)
- Varna, Bulgarije (sinds 1995)
- Yazd, Iran (sinds 2020)

## Sport
De voetbalclub Kolcheti 1913 Poti is een van de oudste voetbalclubs in de Zuidelijke Kaukasus. De club heeft haar thuisbasis in het lokale Fazisistadion.

## Geboren

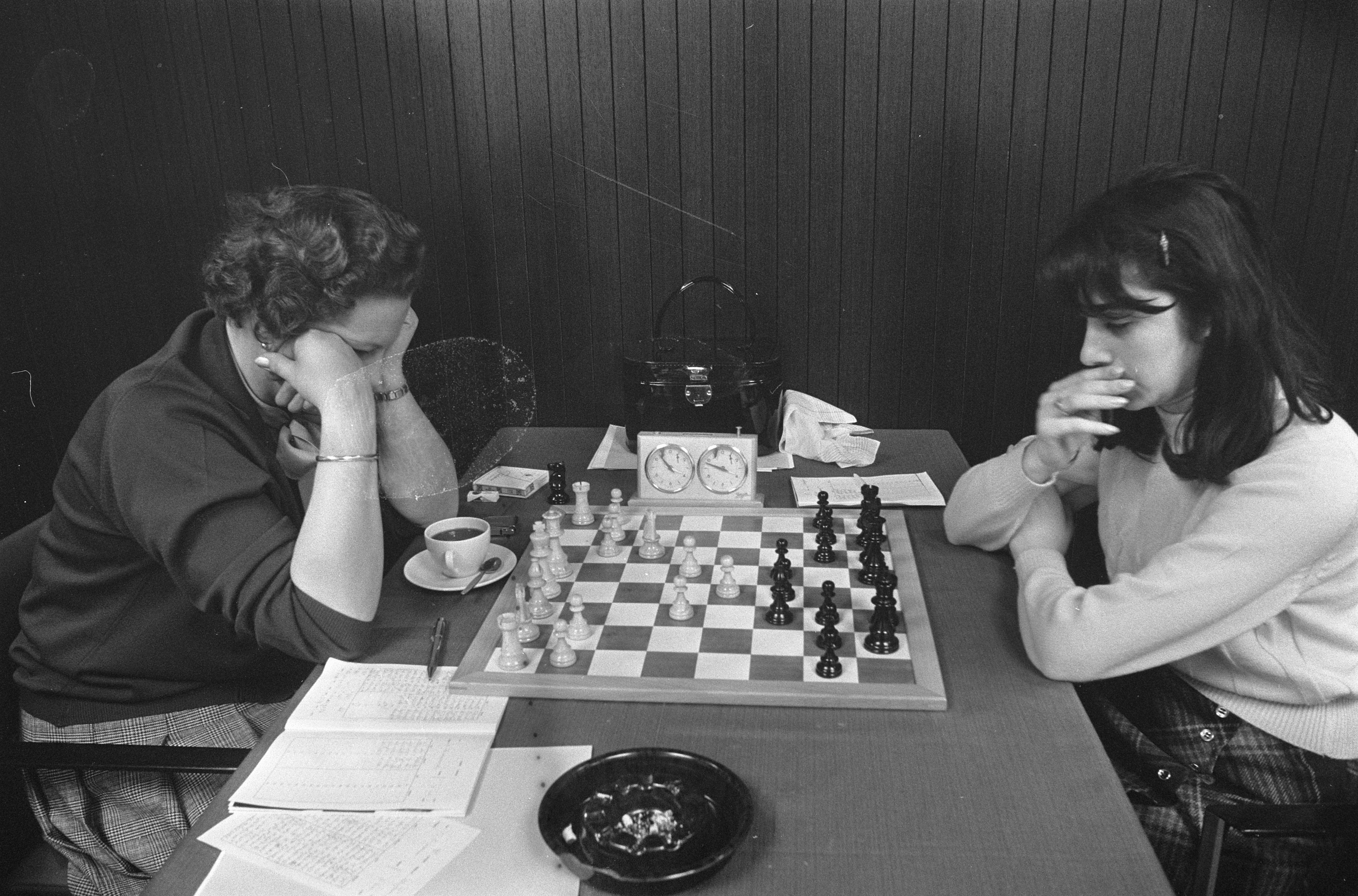
Nana Aleksandria (r) tegen Rie Timmer, Hoogoven Schaaktoernooi in 1970

Een selectie van bekende Georgiërs geboren in Poti: 
- Nana Aleksandria (1949), een schaakster en grootmeester bij de vrouwen. Ze won in 1966, 1968 en 1969 het vrouwenkampioenschap van de Sovjet-Unie.
- Viktor Kratasjoek (1949-2003), een kanovaarder. Kampioen Olympische Zomerspelen 1972 in de K-2 1.000 meter samen met Nikolai Gorbatsjov.
- David Tsimakoeridze (1925-2006), een worstelaar. Olympisch kampioen 1952 in worstelen vrije stijl tot 79 kilogram.
- Giorgi Tsjitaja (1890-1986), een etnograaf aan de Universiteit van Tbilisi die een cruciale rol speelde bij behoud van cultureel erfgoed in Georgië tijdens de Sovjet-heerschappij. Vanaf 1922 leidde hij de nieuw opgerichte sectie etnografie in het Georgisch Nationaal Museum, een functie die hij tot aan zijn dood in 1986 bekleedde.
- Pavle Ingorokva (1893-1983), historicus en letterkundige. Een van de oprichters van de Unie van Georgische Schrijvers (1917), lid van de "Nationale Raad van Georgië" (1917-1919) en ondertekende op 26 mei 1918  de onafhankelijkheidsverklaring van Georgië.